# Route 11 (Terre-Neuve-et-Labrador)
Pour les articles homonymes, voir Route 11.
La route 11 est une route tertiaire de la province de Terre-Neuve-et-Labrador, située dans l'est de l'ïle de Terre-Neuve, sur la péninsule d'Avalon. Elle est une route hautement fréquentée dans sa section nord, puisqu'elle relie Saint-Jean au site de Cape Spear. Dans sa partie sud, elle est une route faiblement empruntée. De plus, elle mesure 18 kilomètres, et est une route asphaltée sur l'entièreté de son tracé.

## Tracé
La 11 débute sur la route 10 dans le quartier de Goulds. Elle se dirige vers l'est sur 5 kilomètres, en étant une route étroite et sinueuse, et atteint Petty Harbour, petit village pêcheur qu'elle traverse. La 11 bifurque par la suite vers le nord pour rejoindre Maddox Cove. 4 kilomètres plus au nord, elle tourne à gauche sur la route Blackhead, alors qu'à droite, c'est le site de Cape Spear, le point le plus à l'est du Canada.
Elle possède une longue courbe vers la droite alors qu'elle emprunte la route Blackhead, puis tourne vers le nord. Elle effectue ensuite une courbe en S à Shea Heights, où elle descend la côte vers Saint-Jean, puis passe sous la route 2. Elle se termine alors qu'elle croise la rue Water, au sud-ouest du centre-ville de Saint-Jean.

## Attrait
- Petty Harbour / Maddox Cove Museum

## Communautés traversées
- Goulds
- Petty Harbour
- Maddox Cove
- Shea Heights
- Saint-Jean